# 咏归桥
咏归桥，位于浙江省丽水市庆元县松源街道，竹坑溪与松源溪交汇口，为单孔木拱廊桥，庆元廊桥之一。2013年作为处州廊桥的单体之一，列入全国重点文物保护单位。

## 历史
咏归桥始建于元大德十年（1306年），1924年重建。桥梁全长38.75米，有廊屋8间，拱跨21.50米，拱高8米。